# Charlie và nhà máy sôcôla
Charlie và nhà máy sôcôla (tiếng Anh: Charlie and the Chocolate Factory) là tiểu thuyết văn học thiếu nhi xuất bản năm 1964 của nhà văn Roald Dahl người Anh. Truyện kể về cuộc phiêu lưu của cậu bé Charlie Bucket trong nhà máy sô-cô-la của ông chủ nhà máy lập dị Willy Wonka.
Charlie và nhà máy sôcôla được xuất bản lần đầu tại Hoa Kỳ bởi Alfred A. Knopf, Inc. vào năm 1964 và tại Anh Quốc bởi George Allen & Unwin 3 năm sau đó. Cuốn sách đã được chuyển thể thành hai phim điện ảnh lớn: Willy Wonka & the Chocolate Factory vào năm 1971, và Charlie and the Chocolate Factory vào năm 2005. Phần tiếp theo của truyện có tên là Charlie and the Great Glass Elevator và được xuất bản năm 1972. Dahl từng dự định viết tiếp quyển thứ ba nhưng đã không thể hoàn thành.
Tiểu thuyết được lấy cảm hứng từ những trải nghiệm của Roald Dahl tại những công ty sô-cô-la khi ông còn đi học. Công ty Cadbury thường hay gửi những gói sản phẩm mẫu cho các em học sinh để thăm dò ý kiến của chúng về sản phẩm mới của hãng. Thời đó (những năm 1920), Cadbury và Rowntree's là hai công ty sản xuất sô-cô-la lớn nhất Anh và thường hay đưa người của mình trà trộn vào công ty đối thủ giả làm nhân viên hòng đánh cắp bí quyết làm sô cô la. Vì lý do đó nên cả hai công ty đều phải bảo vệ quy trình sản xuất rất nghiêm ngặt. Những bí mật và cỗ máy sản xuất khổng lồ trong nhà máy đã thôi thúc Dahl viết nên câu chuyện.

## Cốt truyện
Cậu bé 11 tuổi Charlie Bucket sống trong một ngôi nhà bé xíu với bố mẹ và bốn ông bà. Ông bà của cậu phải nằm chung trên chiếc giường duy nhất trong phòng ngủ duy nhất của căn nhà. Charlie và bố mẹ phải nằm trên nệm đặt dưới nền nhà. Mỗi năm một lần vào ngày sinh nhật của mình, Charlie nhận được một thanh sô-cô-la Wonka mà cậu luôn cố gắng để dành trong nhiều tháng sau đó.
Willy Wonka, chủ nhà máy sô-cô-la Wonka, bất ngờ quyết định mở cửa đón năm em nhỏ cùng cha mẹ chúng tới thăm nhà máy sau 10 năm không có bất cứ tiếp xúc với bên ngoài, bởi những công ty đối thủ liên tục đánh cắp công thức của ông. Để chọn ra người sẽ được vào nhà máy đồng thời được cung cấp sô cô la trọn đời, ngài Wonka giấu năm chiếc vé vàng trong những tờ giấy gói các thanh sô-cô-la Wonka. Cuộc truy tìm chủ nhân năm tấm vé vàng tỏ ra hết sức quyết liệt. Bất cứ ai tìm được nó đều trở thành trung tâm chú ý của báo chí. Bốn tấm vé đầu tiên lần lượt tìm ra chủ nhân của nó: cậu bé béo phì Augustus Gloop, cô bé hư và nóng nảy Veruca Salt, cô bé nghiện kẹo cao su Violet Beauregarde, và cậu bé nghiện ti-vi Mike Teavee.
Một ngày nọ, Charlie nhìn thấy một đồng 50 xu (tờ 1 đôla trong phiên bản Mỹ) nằm lẫn trong tuyết. Cậu quyết định sử dụng một ít tiền để mua sô cô la còn phần còn lại sẽ mang về cho mẹ. Cậu mua hai thanh, và sau khi bóc thanh sôcôla thứ hai, Charlie tìm thấy chiếc vé vàng thứ năm. Và trùng hợp là ngày hôm sau cũng chính là ngày mà ngài Wonka mở cửa đón khách.
Charlie và ông nội Joe tận hưởng khung cảnh, âm thanh, hương vị của nhà máy và gặp những người Oompa-Loompa, một chủng tộc tí hon đã và đang giúp ông Wonka vận hành nhà máy kể từ khi ông cứu họ khỏi những nỗi sợ hãi và nghèo khó ở Loompaland. Những đứa trẻ đồng hành cùng Charlie lần lượt bị buộc phải dừng chuyến tham quan nhà máy vì những lý do hài hước, bí ẩn và đau đớn. Augustus Gloop bị rơi xuống Sông Chocolate sau khi cố gắng cúi xuống uống nước sông và bị hút ngược lên ống dẫn nước. Violet Beauregarde ham hố ăn thử một miếng kẹo cao su vẫn trong giai đoạn thử nghiệm và bị biến thành quả việt quất xanh khổng lồ. Veruca Salt bị những con sóc phân loại hạt coi là "hạt hỏng" nên bị chúng ném vào thùng rác. Mike Teavee bị teo nhỏ và mắc kẹt trong một chiếc tivi. Sau khi kết thúc hành trình, bốn đứa trẻ có cho riêng mình một diện mạo mới: Augustus bị chiếc ống ép cho thành gầy nhom; da của Violet biến thành màu tím; khắp người Veruca toàn rác là rác; còn Mike thì cao tới 10 feet (hơn 3 mét) và mảnh như sợi dây vì nhầm lẫn trong quá trình hồi phục hình dạng của cậu.
Lúc này, khi chỉ còn mình Charlie, Willy Wonka chúc mừng cậu vì đã là người "giành được" nhà máy này. Ông tiết lộ tuổi thật của mình cũng như lý do đằng sau những chiếc vé vàng, đồng thời tuyên bố Charlie sẽ là người kế tục ông vận hành nhà máy. Họ cùng nhau đi tới nhà Charlie bằng chiếc thang máy thủy tinh và đưa toàn bộ gia đình của Charlie tới sống tại nhà máy.
Nội dung tiếp theo của câu chuyện được viết trong cuốn Charlie and the Great Glass Elevator (Charlie và chiếc thang máy thủy tinh vĩ đại).

## Đón nhận

### Tích cực
Đạo diễn phim Tim Burton, một người hâm mộ của cuốn sách và đạo diễn của phim điện ảnh chuyển thể năm 2005, nói rằng, "Tôi nhận lời làm Charlie and the Chocolate Factory vì cuốn sách tôn trọng sự thật là trẻ em có thể làm người lớn." Trong danh sách do Hội Văn học Hoàng gia Anh công bố năm 2006, nhà văn J. K. Rowling (tác giả của loạt sách Harry Potter) chọn Charlie and the Chocolate Factory là một trong mười cuốn sách hàng đầu mà mỗi trẻ em nên tìm đọc.
Một nghiên cứu năm 2004 chỉ ra rằng cuốn sách thường được dùng để học sinh lớp bốn tại quận San Diego, California tập đọc. Cuộc khảo sát năm 2012 của Đại học Worcester cho thấy cuốn sách là một trong những cuốn sách được người trưởng thành ở Anh đọc khi nhỏ, chỉ xếp sau các cuốn Cuộc phiêu lưu của Alice vào Xứ sở thần tiên, The Lion, the Witch and the Wardrobe và The Wind in The Willows.
Giải thưởng và thành tựu của cuốn sách bao gồm
- New England Round Table of Children's Librarians Award (Hoa Kỳ, 1972)
- Surrey School Award (Anh, 1973)[10]
- Read Aloud BILBY Award (Úc, 1992)[11]
- Millennium Children's Book Award (Anh, 2000)
- Blue Peter Book Award (Anh, 2000)
- The Big Read, xếp thứ 35 trong cuộc thăm dò công chúng Anh của BBC nhằm tìm ra "Nation's Best-loved Novel" (Anh, 2003)[12]
- National Education Association, một trong "Top 100 cuốn sách thiếu nhi do giáo viên bình chọn" (Hoa Kỳ, 2007)[13]
- School Library Journal, xếp thứ 61 trong những cuốn tiểu thuyết thiếu nhi mọi thời đại all-time children's novels (Hoa Kỳ, 2012)[14]

### Phê bình
Tuy là một cuốn sách nổi tiếng và được nhiều nhà phê bình văn học xem là tác phẩm kinh điển, nhưng Charlie and the Chocolate Factory vẫn bị một số tên tuổi nổi danh đánh giá thấp. Dominic Cheetham nhận thấy nhiều nhà xuất bản đã từ chối cuốn sách của Dahl. Thậm chí Knopf  — nhà xuất bản đầu tiên của tác phẩm  — thừa nhận rằng cuốn sách không hay và một cuốn sách không nên hướng tới cả người lớn và trẻ em cùng một lúc. Tiểu thuyết gia và sử gia về văn học John Rowe Townsend nhận xét đây là một cuốn tiểu thuyết "kỳ ảo mà nói thẳng ra là buồn nôn" và "vô cảm đến không ngờ" khi khắc họa người Oompa-Loompa như những người pygmy da đen, mặc dù Dahl đã sửa lại chi tiết này sau đó. Cheetham chỉ ra rằng hình ảnh phản Ấn Độ của hoàng tử Pondicherry cùng những nét khắc họa "sự ngốc nghếch đến khó tin của một nhân vật biểu tượng cho chủng tộc mang tính rập khuôn" hóa ra lại không bị để ý nhiều như trường hợp của người Oompa-Loompa.
Một tiểu thuyết gia khác là Eleanor Cameron cho rằng cuốn sách có sự dễ chịu và nhẹ nhàng nhưng để lại cho người đọc quá ít với sự tẻ nhạt của nó. Ursula K. Le Guin ủng hộ ý kiến trên thông qua một bức thư gửi tới The Horn Book Review. Bà nói rằng con gái mình trở nên "khá là xấu tính" sau khi đọc hết cuốn sách. Roald Dahl phản ứng lại những phê bình của Cameron khi cho rằng những chuẩn mực mà bà chỉ ra sẽ chẳng hề phù hợp với những đứa trẻ thời hiện tại.

## Tác phẩm chuyển thể
Ngoài cuốn sách có liên quan, Charlie and the Chocolate Factory cũng được chuyển thể sang nhiều phương tiện truyền thông khác như trò chơi, phát thanh, phim, và sân khấu, chủ yếu là các vở kịch hay nhạc kịch cho thiếu nhi — thường lấy tên là Willy Wonka hoặc Willy Wonka, Jr. và hầu hết luôn bao gồm nhiều bài hát được thể hiện bởi tất cả các nhân vật chính (Wonka, Charlie, Grandpa Joe, Violet, Veruca, v.v.).
- Tác phẩm chuyển thể đầu tiên là phim điện ảnh nhạc kịch mang tên Willy Wonka & the Chocolate Factory (1971) của đạo diễn Mel Stuart, được sản xuất bởi David L. Wolper, với diễn xuất của Gene Wilder trong vai Willy Wonka, Jack Albertson vai Grandpa Joe, và Peter Ostrum vai Charlie Bucket. Kinh phí phim rơi vào khoảng 2,9 triệu đô la và chỉ thu về 4 triệu đô la. Mặc dù vậy phim trở thành một hiện tượng nhờ doanh thu từ home video và DVD, cũng như nhờ việc được phát sóng liên tục trên truyền hình.[21] Song song với bộ phim này, công ty Quaker Oats cũng cho ra một dòng kẹo sử dụng các hình ảnh và nhân vật trong cuốn sách.[22]
- Vào năm 1985, game Charlie and the Chocolate Factory được phát hành trên hệ máy ZX Spectrum bởi nhà phát triển Soft Options Ltd và do Hill MacGibbon phát hành.
- Phiên bản phim điện ảnh thứ hai, Charlie and the Chocolate Factory (2005) của đạo diễn Tim Burton với diễn xuất của Johnny Depp trong vai Willy Wonka, Freddie Highmore vai Charlie Bucket, Deep Roy vai những người Oompa-Loompa, Philip Wiegratz vai Augustus Gloop, và Geoffrey Holder là người dẫn truyện, thành công vang dội khi thu về 470 triệu đô la trên toàn cầu sau khi bỏ ra kinh phí làm phim là 150 triệu. Mức độ trung thành với nội dung cuốn tiểu thuyết của hai phiên bản năm 1971 và năm 2005 là khác nhau. Phim của Burton nói nhiều hơn về quá khứ của Willy Wonka cũng như sử dụng nhiều tình tiết trong phần tiếp theo của cuốn sách. Cả hai phim đều mô tả nhiều hơn về tính cách của bốn đứa trẻ hư hỏng và cha mẹ chúng.[cần dẫn nguồn]
- Game Charlie and the Chocolate Factory dựa trên phim của Burton được phát hành vào tháng 7 năm 2005.

## Bản dịch tiếng Việt
Tác phẩm có hai bản dịch tiếng Việt của Nguyễn Thị Bích Nga (nhà xuất bản Kim Đồng, 2003) và của Dương Tường (nhà xuất bản Kim Đồng, 2009).

### Các chương không được xuất bản
- "Fudge Mountain": Dahl, Roald (ngày 30 tháng 8 năm 2014). "A previously unpublished chapter of Charlie and the Chocolate Factory ("The Vanilla Fudge Room" is from an early draft of Roald Dahl's most famous novel. With new illustrations by Quentin Blake)". The Guardian. Bản gốc lưu trữ ngày 30 tháng 8 năm 2014. Truy cập ngày 27 tháng 3 năm 2017. {{Chú thích báo}}: Đã định rõ hơn một tham số trong |archivedate= và |archive-date= (trợ giúp); Đã định rõ hơn một tham số trong |archiveurl= và |archive-url= (trợ giúp)
- "Fudge Mountain": "The Vanilla Fudge Room". Roald Dahl Archive. 2016. Bản gốc lưu trữ ngày 13 tháng 9 năm 2016. Truy cập ngày 12 tháng 8 năm 2016.
- "Spotty Powder": Jones, Miracle (ngày 2 tháng 2 năm 2009). "'Spotty Powder,' the Lost Chapter from Roald Dahl's Charlie and the Chocolate Factory (blog)". The Fiction Circus. Bản gốc lưu trữ ngày 5 tháng 3 năm 2016. Truy cập ngày 12 tháng 8 năm 2016.
- "The Warming Candy Room": "The Warming Candy Room". Roald Dahl Archive. 2016. Bản gốc lưu trữ ngày 17 tháng 8 năm 2016. Truy cập ngày 12 tháng 8 năm 2016.